# Central nuclear de Brunswick

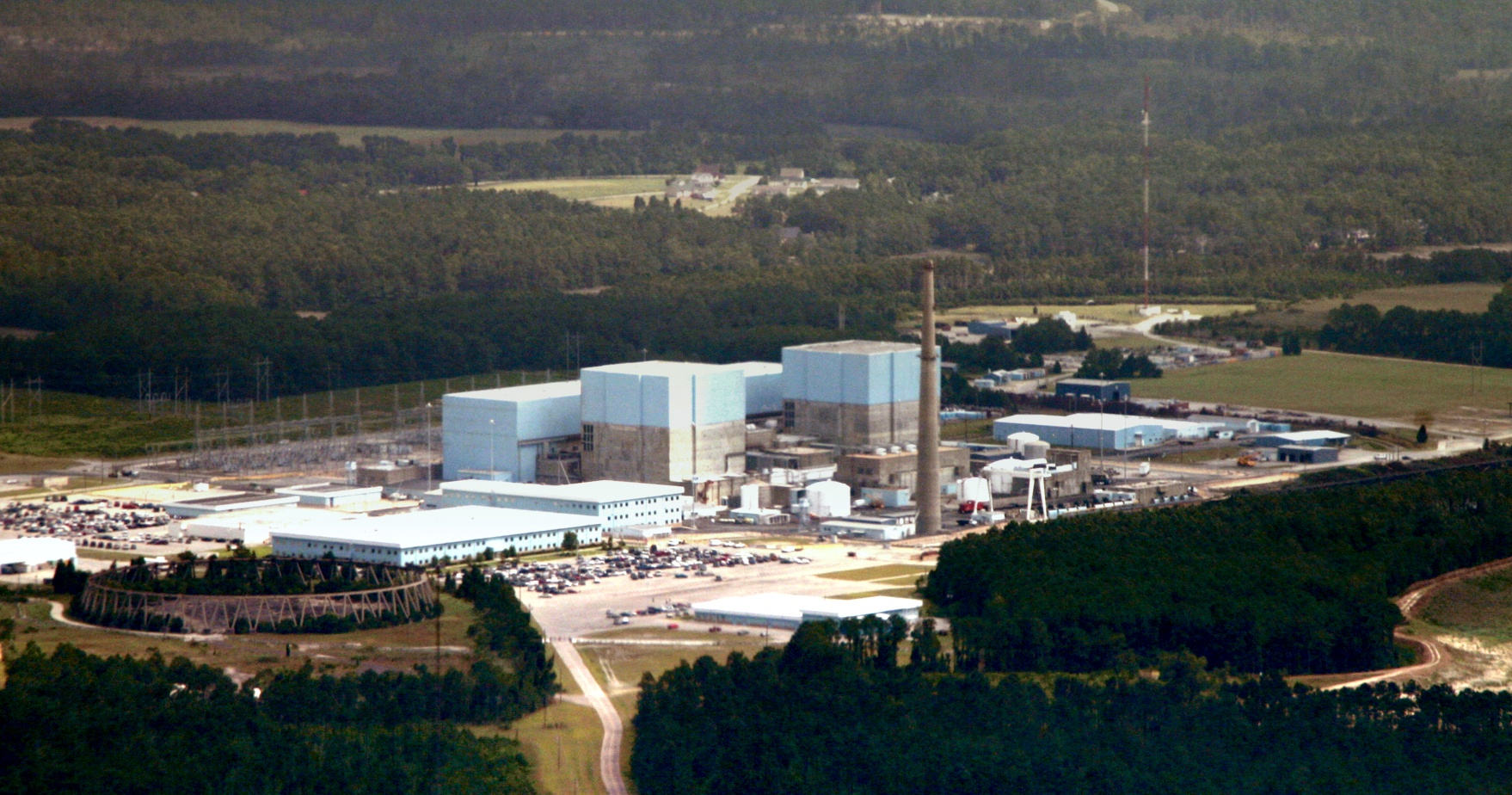
Central Nuclear de Brunswick.

La central nuclear de Brunswick, cuyo nombre proviene del condado en el que está situada, tiene una superficie de 4,9 km²).  El emplazamiento está junto a la población de Southport, Carolina del Norte y a zonas de humedales y bosques.
La planta dispone de dos reactores de agua en ebullición de  General Electric que están refrigerados por agua capturada del río Cape Fear y devuelta al Océano Atlántico.
La propietaria mayoritaria (81,7 %) y encargada del funcionamiento de la planta nuclear Brunswick es la Progress Energy Corporation.  La North Carolina Eastern Municipal Power Agency es propietaria del restante 18,3 %.